# 麥基城 (新澤西州)
麥基城（英語：McKee City）是位於美國新澤西州大西洋縣的普查規定居民點。

## 人口
根據2020年美國人口普查的數據，麥基城的面積為12.52平方千米，當中陸地面積為12.48平方千米，而水域面積為0.04平方千米。當地共有人口9758人，而人口密度為每平方千米779.39人。